# Florian Kainz
Florian Kainz (Graz, 24 de outubro de 1992) é um futebolista austríaco que atua como meio-campista. Atualmente joga pelo Köln.

## Carreira
Florian Kainz começou a carreira no Sturm Graz.

## Títulos
1. FC Köln
- 2. Bundesliga: 2024–25